# Den Armenske Apostolske Kirke
Den Armenske Apostolske Kirke (armensk: Հայաստանեայց Առաքելական Եկեղեցի, Hajastaneajts Arakelakan Jekeghetsi) officielt: En Hellig Universel Apostolsk Ortodoks Armenske Kirke eller Den armenske ortodokse kirke er et kristent trossamfund i Armenien, der med sine otte mio. medlemmer er landets største. Den er desuden den største religion blandt armeniere, der lever i andre lande, i diaspora.
De første kirkesamfund i Armenien blev grundlagt i 1. århundrede, og kirken er apostolsk. Armenien var et af de første lande, kristendommen nåede: allerede i 287 konverterede kong Trdat III til kristendommen, og i 301 blev landet det første, der fik kristendom som statsreligion. Den hellige Gregor Lysbringeren (257-332) medvirkede til, at kongen blev helbredt og sørgede med kongen for, at den første kirke blev opført og indviet i 305.
Kirken blev etableret af to af Jesu apostle: Thaddæus og Bartholomæus. De skal have missioneret i landet mellem år 40 og 60. At det liturgiske sprog blev armensk, skyldes i høj grad katholikos Isak den store. Indtil 400-tallet, hvor Isak den store var ved magten, var det liturgiske sprog syrisk. Den armenske bibel bygger på en oversættelse af Peshitta, den syriske bibel. Til forskel fra mange vestlige kirker har den armenske kirke antaget læren om monofysitisme. Teologisk er den beslægtet med den koptiske kirke i Egypten og den assyriske kirke i Mellemøsten.
Kirkens overhoved benævnes katholikos. Der findes to rivaliserende katholikoi: det vigtigste med sæde i Ejmiatsin i Armenien og et andet i Antelias ved Beirut. Siden 1999 har Karekin II været patriark af Ejmiatsin og Armenien og dermed kirkens højeste overhoved, mens Aram I har været patriark af Kilikien og Mellemøsten og indtager det næstøverste embede.
Kirken har en menighed i Danmark.